# Tirslund Sogn
Tirslund Sogn (auch: Tislund Sogn) ist eine dänische Kirchspielgemeinde (dän.: Sogn) in Nordschleswig. Bis 1970 gehörte sie zur Harde Norre Rangstrup Herred im damaligen Haderslev Amt, danach zur Nørre-Rangstrup Kommune im damaligen Sønderjyllands Amt, die im Zuge der Kommunalreform zum 1. Januar 2007 in der „neuen“  Tønder Kommune in der Region Syddanmark aufgegangen ist.
Die Gemeinde hatte am 1. Januar 2023 327 Einwohner.